# Stieltjesstraat
De Stieltjesstraat is een straat in Rotterdam in het stadsdeel Feijenoord. De straat begint uit westelijke richting gezien bij de Laan op Zuid en loopt door naar de Nassaukade.
De straat is vernoemd naar Thomas Joannes Stieltjes sr. (1819-1878). Hij was de ontwerper van de eerste Binnenhavenbrug en als technisch adviseur van de Rotterdamsche Handelsvereeniging (RHV) betrokken bij de aanleg van de Binnenhaven en de Entrepothaven.
Aan de Stieltjesstraat staat het Poortgebouw (voormalig kantoor van de RHV). Vlak daarvoor is een stukje van de stenen omheining rond Loods 24 bewaard. Ter herinnering aan de Joodse Rotterdammers die via Loods 24 gedeporteerd zijn. Ook staat hier het Joods Kindermonument.
De Rotterdamse watertaxi heeft in de Koningshaven een halte en steiger aan de Stieltjesstraat. Vlak daarna staat Villa Zebra.

## Bruggen
De Stieltjesstraat bevat twee bruggen: de Binnenhavenbrug en de Spoorweghavenbrug, beide vernoemd naar de havens waarover de bruggen gebouwd zijn.
Aan het eind van de straat staat de Koninginnebrug naar het Noordereiland.